# Trier (rose)
'Trier' (ce qui est le nom de la ville de Trèves en allemand), est un cultivar de rosier obtenu en Allemagne en 1904 par le rosiériste Peter Lambert,,.

## Description
'Trier' appartient au groupe des hybrides multiflora. C'est le premier à avoir été classé à l'époque dans les Lambertania, issus de Rosa moschata. Il est issu du croisement 'Aglaïa' (multiflora, Schmitt, 1896) x 'Mrs. R.G. Sharman-Crawford'.
La forme arbustive du cultivar présente un port érigé et ample pouvant atteindre 250 cm de hauteur. Les feuilles sont de couleur vert foncé et brillantes. Il est presque inerme. 
Ses fleurs délicates sont de couleur crème mélangée de blanc avec des étamines orangées. Elles sont petites et peu parfumées, pleines, semi-doubles à doubles, de 26 à 30 pétales et fleurissent en groupes. La floraison est remontante, surtout généreuse à la fin du printemps et au cours de l'été,,. 
Elle ne doit pas être confondue avec la rose 'Trier 2000' créée par la maison Kordes. Elle doit être soignée contre la maladie des taches noires en climat humide. Elle tolère la mi-ombre et est résistante au grand froid (4b-9b),,.
Vigoureux, 'Trier' couvre à merveille arcs et colonnes et éclaire les murs palissés et les plates bandes.

## Descendance
Parmi sa nombreuse descendance, l'on peut citer, 'Moonlight' (Pemberton, 1913), 'Danaë' (Pemberton, 1913), 'Felicia' (Pemberton, 1926).